# Heide Hatry
Heide Hatry (Sindelfingen, Alemanya, 12 de juny de 1965) és una artista neoconceptual d'origen alemany resident a Nova York, que també realitza tasques com a editora i comissària artística. La seva obra, sovint vinculada amb la corporalitat o construïda amb materials orgànics com carn o òrgans d'animals, ha provocat controvèrsia i ha estat considerada terrorífica, repulsiva o sensacionalista per alguns crítics, mentre que uns altres l'han qualificada com a "provocadora imaginativa", "una força de la natura..., una artista i humanista que fa una abnegada contribució a la vida", els treballs de la qual provoquen una "reacció semblant a la d'haver presenciat un assassinat". La seva obra manté semblances conceptuals (i materials) amb la de Joseph Beuys, Damien Hirst, Dieter Roth, Jana Sterbak i Louise Bourgeois.